# جمعية كشافة أذربيجان
جمعية كشافة أذربيجان هي منظمة وطنية كشفية في أذربيجان، تأسست في عام 1997، وأصبحت العضو الـ150 في المنظمة العالمية للحركة الكشفية في 20 أغسطس 2000. ينتسب للجمعية 1677 عضواً اعتبارا من عام 2011.

## روابط خارجية
- Yahoo group for Scouting in Azerbaijan